# Amphisbaena crisae
Amphisbaena crisae este o specie de reptile din genul Amphisbaena, familia Amphisbaenidae, ordinul Squamata, descrisă de Vanzolini 1997. Conform Catalogue of Life specia Amphisbaena crisae nu are subspecii cunoscute.